# Alpen Cup w kombinacji norweskiej 2025/2026
Alpen Cup w kombinacji norweskiej 2025/2026 to kolejna edycja tego cyklu zawodów. Rywalizacja rozpocznie się 6 września 2025 w austriackim Tschagguns. Na chwilę obecną zatwierdzono tylko letnią część cyklu.
Tytułu z poprzedniej edycji broni Austriak Andreas Gfrerer.

## Kalendarz i wyniki
| Lp. | Data            | Miejscowość | Dystans               | 1. miejsce | 2. miejsce | 3. miejsce |
| --- | --------------- | ----------- | --------------------- | ---------- | ---------- | ---------- |
| 1.  | 6 września 2025 | Tschagguns  | Gundersen HS103/10 km |            |            |            |
| 2.  | 7 września 2025 | Tschagguns  | Gundersen HS103/5 km  |            |            |            |